# Lorenzo Conforti
Pour les articles homonymes, voir Conforti.
Lorenzo Conforti, né le 22 mai 2004 à Monsummano Terme, est un coureur cycliste italien.

## Biographie

### Débuts et progression
Lorenzo Conforti est originaire de Monsummano Terme, une localité située en Toscane. Il grandit dans une famille de cyclistes. Ses deux frères aînés ont eux-mêmes pratique ce sport au niveau amateur, tout comme son père,. Très rapidement, il se met au vélo. Il prend sa première licence vers l'âge de six ans au sein de la Team Valdinievole, un club basé sur ses terres natales.
Lors de la saison 2022, il se distingue en obtenant plusieurs victoires chez les juniors (moins de 19 ans). La même année, il termine troisième d'une étape du Tour du Valromey. Il est également sélectionné en équipe nationale pour participer aux championnat d'Europe juniors, où il se classe vingt-huitième de la course en ligne. 

### Carrière professionnelle
Il passe professionnel dès 2023 au sein de la formation Green Project-Bardiani CSF-Faizanè. Comme d'autres jeunes de l'équipe, il bénéficie d'un programme aménagé, qui est principalement composé d'épreuves réservée aux cyclistes de moins de 23 ans. Bon sprinteur, il brille dès le mois de mars en finissant huitième du Poreč Trophy. En avril, il se distingue sur la Belgrade-Banja Luka en terminant deuxième d'une étape et septième du classement général. Il prend ensuite la sixième place du Grand Prix Industrie del Marmo en mai. Durant l'été, il se classe quatrième d'une étape du Tour Alsace. On le retrouve aussi présent sur le Tour du lac Taihu, où il se classe deuxième d'une étape et huitième du classement final. Il conclut sa saison au mois de septembre sur le Tour de Langkawi, en Malaisie. Toujours performant, il y décroche quatre tops dix au sprint. 
En mars 2024, il confirme ses aptitudes en décrochant diverses accessits dans des courses croates. Il termine ainsi second du Poreč Trophy, d'une étape de l'Istrian Spring Trophy et du GP Goriska & Vipava Valley, ou encore quatrième de l'Umag Trophy. 

## Palmarès et résultats

### Palmarès par année
- 2022
  - Trofeo Ristorante Alla Colombera
  - FWR Baron GP
  - Gran Premio San Michele
  - Trofeo Misericordia di Uzzano
  - Gran Premio Eccellenze Valli del Soligo (contre-la-montre par équipes)
  - Trofeo Vivaldo Cipollini
  - 2e du Trofeo San Rocco
  - 2e du Tour du Frioul Juniors
- 2024
  - 2e du Poreč Trophy
  - 2e du GP Goriska & Vipava Valley

### Classements mondiaux
| Année                                 | 2023 | 2024 |
| ------------------------------------- | ---- | ---- |
| Classement mondial                    | 801e | 632e |
|                                       |      |      |
| Légende : nc = non classéSource : UCI |      |      |